# Park Nam-su
Park Nam-su (Hangul: 박남수) fue un poeta surcoreano.

## Biografía
Park Nam-su nació el 3 de mayo de 1918 en Pyeongyang, P'yŏngan del Sur, en la Corea ocupada por Japón y actual Corea del Norte. Se graduó de la Universidad Chuo en Tokio en 1941. Después de graduarse del bachillerato industrial   Soongin de Pyeongyang, trabajó en el Banco Colonial de Corea en Pyeongyang, aunque ya había empezado su carrera como escritor.
Aunque nació en lo que hoy es Corea del Norte, emigró a Corea del Sur en 1951 y después a Estados Unidos en 1973.
Murió el 17 de septiembre de 1994.

## Obra
EL Instituto de Traducción Literaria de Corea resume la contribución de Park Nam-su a la literatura coreana de este modo:
Park Namsu fue un pionero de la poesía que celebra y explora la realidad mundana. Desde mediados a finales de la década de 1930, rechazo centrarse en el naturalismo lírico de sus contemporáneas, y en vez de eso se sumergió en la exploración de una realidad austera y común a la experiencia humana. En su poesía de posguerra, como Bocetos de gaviotas (Galmaegi somyo), retrató de forma intensa el daño que produjo la guerra en la vida de la gente, especialmente las prolongadas dificultades que tuvieron que vivir los refugiados. Los poemas de esta recopilación describen un viaje de autodescubrimiento, en los que se alcanza un conocimiento más complejo y profundo de la psique a través de la intensa sensibilidad que evocan sus palabras. En los sesenta cambió su técnica del realismo a un estudio de la percepción de la realidad más abstracto. Su obra estudió la relación dinámica de la perspectiva interna y el mundo exterior.
El propósito de Park Nam-su durante este periodo fue establecer una esencia humana concreta y universal a través de la exploración de las relaciones entre la percepción crítica del mundo material que evoluciona continuamente y el mundo material en sí. La imagen de un "pájaro", un símbolo que le fascinaba, encapsula su búsqueda del sentido de la existencia. Park Nam-su es aclamado por la crítica por su capacidad de armonizar de forma hábil la estética y el interior, y su destreza en representar el delicado equilibrio entre los sentidos y la percepción.

## Obras en coreano (lista parcial
Recopilaciones publicadas
- Una linterna de papel (Chorongbul)
- Bocetos de gaviotas (Galmeagi somyo)
- La basura de los dioses (Sinui sseuregi)
- Entierro secreto de un pájaro (Saeui amjang)
- La corona de un ciervo (Saseumui gwan)
- Recuerdo de un bosque que no sé donde está (Eodinji morenueun supui gieok)

## Premios
- Premio literario Asia Freedom (1957)
- Premio literario Gongcho (1994)